# Высокое (Архангельская область)
Высокое — деревня в Холмогорском районе Архангельской области.

## География
Находится в центральной части Архангельской области на расстоянии приблизительно 18 км на север-северо-запад по прямой от села Емецк в низовьях речки Сия. Входит в куст деревень Сия.

## История
Отмечена была на карте уже только начала 1980-х годов. До 2022 года входила в Емецкое сельское поселение до его упразднения.

## Население
Численность населения: 1 человек (русские 100 %) в 2002 году, 0 в 2010.